# Ringestena församling
Ringestena församling var en församling i nuvarande Göteborgs stift i nuvarande Borås kommun. Församlingen uppgick omkring 1550 i Sexdrega församling.
Ringestena kyrka revs enligt sägen 1520 av danskarna.

## Administrativ historik
Församlingen har medeltida ursprung och uppgick omkring 1550 i Sexdrega församling.